# Lasówka barbudzka
Lasówka barbudzka (Setophaga subita) – gatunek małego ptaka z rodziny lasówek (Parulidae). Endemiczny dla wyspy Barbuda z archipelagu Małych Antyli; narażony na wyginięcie. Na wyspie nazywana Christmas Bird.

## Taksonomia
Gatunek został w 2000 roku wydzielony przez American Ornithologists’ Union z lasówki żółtobrzuchej (D. adelaidae), z której została także wydzielona lasówka żółtobrewa (D. delicata).

## Morfologia
Długość ciała wynosi 12–13,5 cm, a masa ciała 5,3–8 g. W pierwszym opisie gatunku, pochodzącym z 1904 roku, zostały podane następujące wymiary: długość skrzydła – 50,5 mm, ogona – 45,5 mm, dzioba – 10,5 mm, skoku – 18,5 mm, a środkowego palca – 10 mm. Wierzch głowy, boki szyi, kuper i pokrywy nadogonowe szare. Zgięcia skrzydeł brązowe. Skrzydła czarne z szarymi brzegami piór. Sterówki czarne, dwie najbardziej zewnętrzne z obu stron ogona posiadają białą plamę, niesięgającą jednak końca piór. Czoło, broda, gardło i cały spód ciała cytrynowożółty.

## Zasięg występowania, środowisko
Endemiczna dla wyspy Barbuda, jej zasięg występowania to około 220 km². Z nieznanych przyczyn mniej pospolita we wschodniej części wyspy. Zasiedla większość typów siedlisk na wyspie, ale preferuje suche zarośla i suche lasy, zwłaszcza z wyższym baldachimem. Toleruje znaczny poziom degradacji siedlisk, z powodzeniem przystosowała się też do wypasu bydła i kóz w swoim zasięgu.

## Zachowanie
W trzech zbadanych w 1935 roku żołądkach 97% stanowiły owady, z czego 65% – motyle, prócz tego muchówki, ćmy z rodziny omacnicowatych oraz żuki. Brak szczegółowych danych o rozrodzie. Między styczniem a marcem 2009 roku widziano cztery ptaki wyglądające na zajmujące się lęgami. W lipcu 2009 roku widziano parę ptaków karmiącą młodego.

## Status
IUCN od 2020 roku uznaje lasówkę barbudzką za gatunek narażony (VU, Vulnerable); wcześniej, od 2002 roku klasyfikowano ją jako gatunek bliski zagrożenia (NT – Near Threatened). Liczebność populacji szacuje się na około 600–1700 dorosłych osobników. BirdLife International ocenia trend populacji jako spadkowy. Główne zagrożenie dla gatunku to postępująca utrata i degradacja siedlisk.